# گابریل انور
گابریل انور (به انگلیسی: Gabrielle Anwar) متولد ۴ فوریه ۱۹۷۰ یک بازیگر انگلیسی است. او بیشتر برای رقصیدن با آل پاچینو در فیلم بوی خوش زن و همچنین ایفای نقش فیونا گلنان در سریال آمریکایی مهره سوخته شناخته می‌شود. او در سریال once upon a time نیز در فصل هفت بازی کرده است.

## زندگی
انور در شهر لالهام در ساری انگلستان به دنیا آمد. مادرش شیرلی هیلز یک بازیگر انگلیسی و پدرش طارق انور، تدوینگر و تهیه‌کننده و متولد شهر دهلی در هند و برنده دو جایزه بفتا و دو نامزدی اسکار برای تدوین فیلم است. انور در رشته رقص و درام در آکادمی هنرهای تئاتر ایتالیا کنتی شهر لندن فارغ‌التحصیل شد.
انور یک دختر به نام ویلو دارد که در سال ۱۹۹۳ به دنیا آمد و پدرش کریگ شفر است. او بعدها با بازیگری به نام جان وری ازدواج کرد و یک پسر به نام هوگو و یک دختر به نام پایسلی ثمره این ازدواج است. همچنین شفر پدرخوانده فرزندان انور از رابطه او با وری است. از آوریل ۲۰۱۰، انور با شریف مالنیک رابطه دارد.

## حرفه
بازیگری انور با بازی در مینی سریال‌های هایدوی شروع شد. زمانی که در حال بازی در فیلم‌ها در لندن بود با یک بازیگر آمریکایی به نام کریگ شفر آشنا شد که مقدمه حضور او در هالیوود را در پی داشت. او به همراه شفر در بسیاری از فیلمهای آمریکایی بازی کرد. در سال ۱۹۹۴ مجله پیپل او را در لیست زیباترین مردم دنیا در بین ۵۰ نفر اول قرار داد. ماندگارترین نقش وی بازی در فیلم بوی خوش زن در سال ۱۹۹۲ است که در آن به همراه آل پاچینو تانگو می‌رقصد.
او هم‌اکنون مشغول بازی در سریال آمریکایی مهره سوخته است که در آن نقش فیونا گلنان را عهده‌دار است.
او هم‌چنین در فیلم سه تفنگدار، جسددزدها، قصه‌گو و قلب یک جنگجو بازی کرده است.

## فیلم‌شناسی
فهرست برخی از فیلم‌هایی که گابریل انور  در آن‌ها به ایفای نقش پرداخته‌است:
- مانیفست(۱۹۸۸)
- شاهزاده کاسپین و سفر کشتی سپیده‌پیما (۱۹۸۹)
- به نظر می‌رسد می‌تواند بکشد(۱۹۹۱)
- قلب‌های وحشی را نمی‌توان شکست(۱۹۹۱)
- بوی خوش یک زن(۱۹۹۲)
- جسددزدها(۱۹۹۳)
- برای عشق یا پول(۱۹۹۳)
- سه تفنگدار(۱۹۹۳)
- کارهایی که بعد از مرگت در دنور باید انجام داد(۱۹۹۵)
- دروغ‌های بی‌ضرر(۱۹۹۵)
- گور(۱۹۹۶)
- نوادا(۱۹۹۷)
- گناهکار(۲۰۰۰)
- آشفتگی ۳(۲۰۰۱)
- مرداب(۲۰۰۶)
- هشت دیوانه(۲۰۰۶)
- قلب یک جنگجو(۲۰۱۱)
- شجره‌نامه(۲۰۱۱)
- آخرین تابستان(۲۰۱۹)